# Matines
Matines és l'hora canònica més primerenca de l'albada i que serveix d'oració a l'Església Catòlica Romana i a l'Església Ortodoxa a la litúrgia de les hores. El terme també s'ha usat en algunes denominacions del protestantisme per descriure els serveis matutins. Després del Concili del Vaticà II la durada de les matines de ritu llatí van ser minvada, i ara es denomina oficialment Ofici de Lectura. Immediatament després —o després d'un pausa curta— segueixen les laudes.
A gran part del País Valencià, a Mallorca, a Eivissa i Formentera la missa de la nit de nadal rep el nom de Matines de Nadal, a la resta dels Països Catalans també anomenada Missa del Gall.
La paraula és una reducció de la locució llatina horas o orationes matutines.